# Myristica cornutiflora
Myristica cornutiflora är en tvåhjärtbladig växtart. Myristica cornutiflora ingår i släktet Myristica och familjen Myristicaceae.

## Underarter
Arten delas in i följande underarter:
- M. c. cornutiflora
- M. c. elegans